# Geni Rht del grano

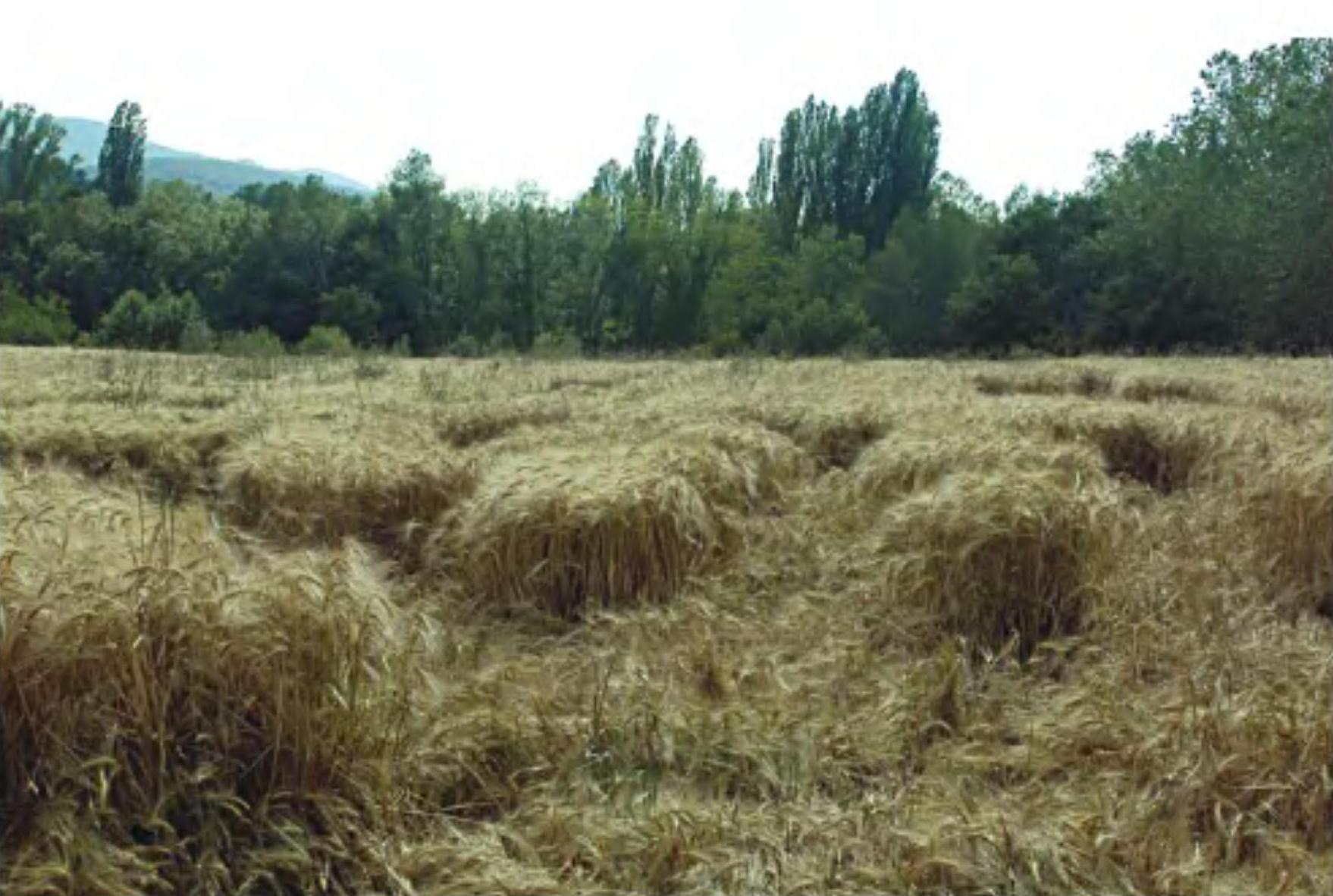
Un campo con cereali allettati

I geni Rht (dalla inglese Reduced height) o dwarfing genes o geni nanizzanti, come anche sono detti e meglio conosciuti; sono cruciali per lo sviluppo delle piante di grano con statura ridotta, che sono più resistenti all'allettamento e che mostrano spesso una maggiore efficienza nell'uso delle risorse. Il nanismo indotto dai geni Rht ha avuto un impatto significativo sulla Rivoluzione verde, migliorando la produttività delle colture di grano.

## Storia dei geni nanizzanti

Ruolo dei geni Rht sull'espressione fenotipica del carattere altezza del grano.
N.B.:
- Le cultivar a taglia molto alta non sono classificate nei paesi anglosassoni.
- Questa classificazione non è influenzata dagli effetti modificanti dell’ambiente.

I geni nanizzanti sono ampiamente utilizzati nella creazione di piante alimentari più produttive, come i cereali. 
Inoltre, la riduzione dell'altezza dovuta all'introduzione di importanti geni nanizzanti, ha permesso l'uso di concimazioni più pesanti con fertilizzanti azotati che ha aumentato la resa cereagricola, ma anche il parallelo uso di erbicidi per il controllo efficace delle erbe infestanti.
La riduzione dell'altezza del grano ha comportato che gli steli più corti hanno meno competizione in presenza di risorse limitate,  questo si traduce in una percentuale maggiore di fotosintesi della pianta disponibile per lo sviluppo delle spighe e dei chicchi, migliorando così l'indice di raccolto e la resa nella maggior parte degli ambienti agronomici
Questi i risparmi derivanti dalla crescita dello stelo (paglia) sono stati utilizzati per aumentare la resa del grano, ciò con lo sviluppo di un maggior numero di spighe nei frumenti primaverili, oppure con spighe più grandi nei frumenti invernali.
Una condizione che provoca la perdita dei raccolti di grano è chiamata "allettamento", in cui le pesanti spighe di grano quasi maturo piegano il gambo finché il grano non tocca il terreno, si bagna e si deteriora. Durante la Rivoluzione verde, la ricerca ha identificato i geni del grano ad altezza ridotta (Rht) e il gene del riso semidwarf (sd1) ha portato a colture che hanno prodotto una quantità significativamente maggiore di cereali raccoglibili.
La riduzione della taglia ha rappresentato per buona parte del secolo scorso un obiettivo estremamente difficile da realizzare, specie per il grano duro che non presentava una sufficiente variabilità nel germoplasma per questo carattere. 
Analisi genetiche hanno dimostrato che il gene Rht8 è il responsabile dell'altezza ridotta (Reduced height o Rht) sensibile alla gibberellina, esso è stato ampiamente utilizzato nell'allevamento semi-nano del grano tenero.
È stato possibile ricostruire il percorso dei geni nanizzanti, grazie a tecniche di genetica molecolare; ciò ha permesso di rilevare i tre principali percorsi geostorici:
1. Per la prima volta il gene responsabile del nanismo, il geneRht8 all'epoca non conosciuto, fu usato fuori dalle coltivazioni giapponesi fu con la pioneristica ricerca di Nazareno Strampelli in Italia, che portò alla nascita del grano Ardito. Ciò partendo dal grano nano giapponese Akakomugi, insieme al geneRht8 fu trasferito anche il gene Ppd-D1. La mutazione presente nella varietà Akakomugi è l'allele Rht8c.[8][9]
2. La seconda volta che il gene Rht8, della varietà Akakomugi, fu usato fuori dal Giappone, accadde quando dall'Italia, partendo dai derivati dell'Akakomugi (Ardito, Gloria, Mentana, Damiano e San Pastore)[5][7] questi vennero usati in Argentina prima e durante la Seconda Guerra Mondiale, e quindi dall'Argentina all’Europa e all’ex Unione Sovietica dopo il 1945.
3. La terza volta che il gene Rht8, fu trasferito fuori dal Giappone insieme ai geni Rht1 e geni Rht2 fu con la varietà Norin 10. Il Norin 10, che ereditò i due geni dal Daruma, è stato trasferito dal Giappone agli Stati Uniti dopo la Seconda Guerra Mondiale, e dagli Stati Uniti al CIMMYT in Messico. Dal CIMMYT i geni Rht1 e Rht2 sono stati distribuiti tutti in tutto il mondo, inclusa l’Europa.[10]

È interessante notare che le varietà nane vennero importate inizialmente dalla Corea per arrivare in Giappone dopo la Prima guerra sino-giapponese; 
queste furono successivamente distribuite in tutto il mondo.

### Ruolo nella "Rivoluzione verde"
(Norman Borlaug da "Eat This!", Un episodio di Penn and Teller's Bullsh # t!; Citato in: Gary Beene (2011) I semi che seminiamo: gentilezza che ha alimentato un mondo affamato. p. 9)
La Green Revolution è stata un movimento globale che ha trasformato l'agricoltura mondiale, migliorando la produttività e la resistenza delle piante. 
La Green Revolution 2.0 rappresenta l'evoluzione di questo movimento, con l'obiettivo di affrontare le sfide ambientali attuali promuovendo pratiche agricole sempre più sostenibili.
I geni nanizzanti, sia pure inconsapevolmente all'inizio, sono stati la chiave di volta della green revolution per la loro capacità di rendere più basso il grano consentendo una resistenza all'allettamento e maggiori prese con le opportune concimazioni. 
I geni Rht-B1b e Rht-D1b sono i più utilizzati nelle odierne varietà di grano, divendando per questo i maggiori responsabili genetici della "Rivoluzione verde".
Gli alleli nani Rht-B1b e Rht-D1b codificano proteine DELLA tronche nell'N-terminale, cosa questa che impedisce la segnalazione dell'GA. Queste varianti hanno avuto origine nella varietà giapponese "Norin 10", rilasciata nel 1935. Circa il 63% delle cultivar rilasciate nel XXI secolo portano uno di questi alleli della “Rivoluzione Verde”, mentre tra le varietà selezionate per gli Stati Uniti, la proporzione è maggiore del 90%.
Secondo Sukhikh et al., dell'Accademia russa delle scienze, Novosibirsk le varianti alleliche Rht-B1b e Rht-D1b sono state identificate nel 90% dei casi e sono tutte originate dal grano giapponese seminano Norin 10.
Va comunque ricordato che la contropartita di questa nanizzazione del grano consiste nella maggiore suscettibilità alla siccità osservata delle cultivar di grano nano ad alto rendimento. 
Infatti, coleottili più corti, foglie più piccole con spessore alterato, e l'insensibilità all'acido gibberellico sono stati identificati come i principali fattori biologici responsabili di una maggiore vulnerabilità alla siccità nelle piante di grano nane o semi‐nane. 
Ciò significa che, in condizioni di siccità, le piante di grano alte e veloci nella crescita con buona tolleranza alla siccità possono offrire rese di grano più elevate nel rispetto della “Green revolution 2.0”

### Classificazione genica
Nel Catalogo dei simboli genetici del grano, del 1973 si fa una distinzione tra i geni dominanti, classificati come Rht, e recessivi, classificati come rht. Secondo la biologia molecolare le sequenze nucleotidiche individuano il concetto di “alleli” con tutte le sue varianti.
Pertanto oggi questa distinzione è superata. infatti,  questi geni sono indicati come Rht-1 alleli dei geni ortologhi (omologhi), i dominanti sono denominati come: Rht-ÿ1ÿ e Rht-D1ÿ e i recessivi come Rht-ÿ1b e Rht-D1b; il gene mutante semidominante Rht3 ha ricevuto il simbolo Rhtÿ1c.
La dominanza/recessività degli alleli viene indicata con il gene Rht8.

### Sinossi
| Gene nanizzante | Locazione cromosomicaa | Origine varietaleb | Risposta all'GA3c | Dominanza del gened | Uso agricoloe       | Note |
| --------------- | ---------------------- | ------------------ | ----------------- | ------------------- | ------------------- | ---- |
| Rgt 1           | 4Af                    | Norin 10 (Daruma)  | I                 | Dominante parziale  | Ampio               | A    |
| Rgt 2           | 4D(s)                  | Norin 10 (Daruma)  | I                 | Dominante parziale  | Ampio               | -    |
| Rgt 3           | 4Af,g                  | Tom Thumb          | I                 | Semidominante       | Dubbio              | B    |
| Rgt 4           | Unknown                | Burt (m)           | S                 | Recessivo           | Dubbio              | C    |
| Rgt 5           | Unknown                | Marfed Ml (m)      | S                 | Semidominante       | Dubbio              | -    |
| Rgt 6           | Unknown                | S Burt (Brevor)    | S                 | Recessivo           | Probabilmente ampio | D    |
| Rgt 7           | 2Ah                    | Hersee (m)         | S                 | Recessivo           | Dubbio              | E    |
| Rgt 8           | 2Dh                    | Sava (Akakomugi)   | S                 | Recessivo           | Modesto             | F    |
| Rgt 9           | 7B(s)                  | Mara (Akakomugi)   | S                 | Recessivo           | Modesto             | G    |
| Rgt 10          | 4D(s)                  | Aj·bian1           | I                 | Semidominantek      | Incerto             | H    |

Note:

A= Utilizzato anche come una fonte di nanismo nelle varietà durum e triticale.

B= Fonte di nanismo estremo. Nessun uso commerciale, ma può essere utile nel triticale, nel grano ibrido o come un mezzo per controllare i danni alla germinazione.

C= Anche Rht6 è derivato da Brevor. Nessun uso commerciale per ora. Coleoptile con lunghezza non ridotta.

D= È un gene "minore" presente in tutti i materiali del Burt; ha un effetto relativamente minore rispetto al Rht l o Rht 2.

E= Ha un effetto negativo sulle rese e probabilmente un potenziale scarso o nullo per la riproduzione.

F= Produce una maggiore riduzione dell'altezza rispetto al Rht 1 o Rht 2.

G= Probabilmente trasferito alle varietà di grano duro italiano Jucci, Montanari e Ringo dalle varietà di grano tenero Fortani o Acciaio.

H= Secondo Gale produce un nanismo più pervasivo di Rht 3; Konzak valuta, invece, l'effetto nanizzante paragonabile a Rht 3.
Legenda:
 
a(s)= situato sul braccio corto del cromosoma.

b(m)= mutante indotto; alcune fonti di altre varietà indicate tra parentesi.

c I = GA3 insensibile; S = GA3 sensibile.

d   = Terminologia utilizzata da Konzak. La terminologia approssimativamente equivalente usata da Gale è: Parzialmente dominante (K)=incompleto recessivo (0);
semidominante (K)=partialmente dominante (0)

e   = Utilizzo dubbio = se non modificato da geni aggiuntivi.

f   = Allelico con Rht 1.

g   = Omologo a 4D(s). (Gale)

h   = Non mappato.

m   = durum

k   = classificato da Gale come dominante.

Una sinossi, pubblicata nel 2021, descrive nelle varietà considerate, i geni Rht e i cromosomi coinvolti.
| Varietà                | Gene/allele              | Dominanza     | Localizzazione cromosomica |
| ---------------------- | ------------------------ | ------------- | -------------------------- |
| Norin 10               | rht-В1/Rht-B1b (Rht1)    | Recessivo     | 4BS                        |
| Pollicino              | Rht-В1/Rht-B1c (Rht3)    | Semidominante | 4BS                        |
| Karkik 1               | rht-В1/Rht-B1e (Rht11)   | Recessivo     | 4BS                        |
| Chris M1               | rht-В1/Rht-B1p (Rht17)   | "             | 4BS                        |
| Crono                  | rht-В1/Rht-B1bE529K      | "             | 4BS                        |
| Norin 10               | rht-D1/Rht-D1b (Rht2)    | "             | 4DS                        |
| Ai-bian                | Rht-D1/Rht-D1c (Rht10)   | Dominante     | 4DS                        |
| Burt M937              | Rht4                     | "             | 2BL                        |
| Marfed M1              | Rht5                     | "             | 3BS                        |
| Magnific 41            | Rht6                     | "             | N. d.                      |
| Bersèe Mult            | Rht7                     | "             | 2AS                        |
| Mara, Sava             | Rht8/Rht8a (WMS261-165)* | ?             | 2DS                        |
| Odom                   | Rht8/Rht8b (WMS261-174)  | ?             | 2DS                        |
| Krasnodarskij Karlik   | Rht8/Rht8c (WMS261-192)  | Dominante     | 2DS                        |
| Mara                   | Rht9*                    | "             | 7BL                        |
| Karcagi 522M7K         | Rht12                    | "             | 5AL                        |
| Magnifi 41M1           | Rht13                    | "             | 7BS                        |
| Castelporziano         | Rht14                    | "             | N. d.                      |
| Durox                  | Rht15                    | "             | "                          |
| Edmore M1              | Rht16                    | "             | "                          |
| Icaro                  | Rht18                    | "             | 6A                         |
| Vic M1                 | Rht19                    | "             | N. d.                      |
| Burt M860              | Rht20                    | "             | "                          |
| Aiganfanmai            | Rht22                    | "             | 7AS                        |
| Sumai 3                | Rht23                    | "             | 5DL                        |
| Aikang 58 × Jingdong 8 | Rht24                    | "             | 6AL                        |
| UC1110 × PI 610750     | Rht25                    | "             | 6AS                        |

### Varianti mutanti del gene Rht
La ricerca scientifica negli anni 70 si indirizzò verso la ricerca di mutazioni utili sul grano, in particolare la ricerca di geni nanizzanti produsse una serie di varietà nane che hanno poi trovato applicazione agronomica. 
La ricerca di nuovi alleli dei geni Rht comportò l'uso di metodi di mutagenesi, come i raggi gamma, i neutroni lenti o veloci, vennero creati così i nuovi geni Rht5, Rht16, Rht-B1e e Rht-B1p.
In Italia i primi esperimenti di mutagenesi indotta con radiazioni ionizzanti sono stati effettuati al CNEN (Comitato Nazionale per l’Energia Nucleare, ora ENEA) del Centro Ricerche Casaccia, Roma.
Varianti mutanti dei geni Rht vengono oggi attivamente studiate per produrre varietà di grano tenero produttive.
Tra esse gli ibridi Ningchun 45 e Karcagi 12 e le linee genetiche Castelporziano e Icaro si ricordano essere originate da mutanti da radiazioni delle cultivar Karcagi.
Un gene dominante Rht25, che determina un fenotipo seminano, è stato identificato in una popolazione di linee incrociate con ricombinanti ottenute dall'incrocio di due linee seminane genotipo Rht-D1b e il genotipo Rht-B1b.
Rilevante il fatto che il genoma D di frumenti poliploidi, può essere una nuova fonte di geni Rht.
Va detto anche che alcuni geni nani devono essere identificati in grani utilizzati per scopi agronomici.

## Meccanismi nanizzanti il grano
Il grano possiede27 geni nani tra cui 32 alleli sono presenti sui cromosomi 2A, 2B, 2D, 3B, 4B, 4D, 5A, 5D, 6A, 7A e 7B. 
Ventidue di questi geni sono stati scoperti dal grano esaploide, incluso Rht1 (Rht-B1b), Rht2 (Rht-D1b), Rht8, e Rht12, lo studio di questi e la loro caratterizzazione fenotipica permette di comprendere i meccanismi che giustificano una determinata altezza del grano.
I diversi geni Rht mostrano una distribuzione specifica a seconda della regione di origine del campione, suggerendo un adattamento locale delle popolazioni di grano.

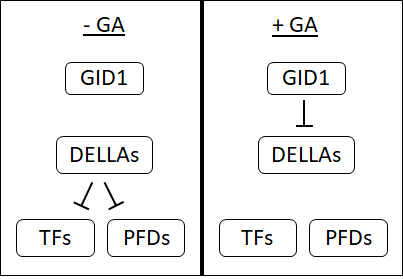
Vie del segnale GA-GID1-DELLA:
In assenza di GA, le proteine DELLA si legano e inibiscono i fattori di trascrizione (TF) e le prefoldine (PFD). Quando GA è presente, GID1 innesca il degrado dei DELLA e rilascia TF e PFD.

Questi geni nanizzanti sono alla base della biosintesi e dei meccanismi di segnalazione che permettono ai fitormoni di espletare la loro azione sull'espressione fenotipica dell'altezza del grano. I meccanismi ipotizzati sono:
- Segnalazione GA ridotta.

Gli alleli Rht-B1b e Rht-D1b detti della “Green Revolution” codificano alleli per le proteine DELLA che bloccano, con proteine insensibili al GA, la conseguente repressione costitutiva della crescita dello stelo. Altri alleli naturali a questi loci conferiscono diversi gradi di riduzione dell'altezza, compreso il grave allele nanico Rht-B1c.
- Rimozione dei precursori GA.

Sebbene le varianti causali restino ancora da identificare, Rht18, Rht14 e Rht24 sono probabilmente allelici e tutti e tre sono associati ad una maggiore espressione di GA2ox-A9. Questo enzima rimuove i precursori GA, riducendo i livelli di GA bioattivi e quindi riducendo l'allungamento cellulare nello stelo. Un locus indipendente, Rht12, sembra agire in modo simile ed è associato ad una maggiore espressione di GA2ox-A13.
- Biosintesi ridotta di GA.

Nel riso, alleli recessivi e con perdita di funzione di GA20ox2, che codifica per enzima di biosintesi GA, riducono i livelli di GA bioattivo e quindi l'allungamento cellulare nello stelo. Nel grano poliploide, è improbabile che questi alleli vengano selezionati a causa della ridondanza funzionale, ma potrebbero essere indotti con un metodo inverso di strumenti genetici come CRISPR/Cas9 o TILLING (Targeting Induced Local Lesions in Genomes).
- Sensibilità BR ridotta.

L'allele Rht8 è un allele nano alternativo ampiamente utilizzato, comune nella stagione calda e ambienti secchi. Rht8 non è stato ancora clonato, ma le piante portatrici di questo allele mostrano una sensibilità ridotta ai brassinosteroidi.

### Proteine DELLA
Il nome DELLA proteine si riferisce a una famiglia di proteine regolatrici delle piante; esse sono repressori dello sviluppo delle piante. 
I DELLA inibiscono la germinazione, la crescita, la fioritura e le Gibberellina (GA) invertono questi effetti.
Il nome deriva dalla sequenza amminoacidica conservata "DELLA" presente in queste proteine. 
La sigla "DELLA" è costituita dai primi cinque amminoacidi della regione conservata, secondo il codice di riconoscimento degli aminoacidi a lettera singola: Aspartato (D), Glutammato (E), Leucina (L), Leucina (L) e Alanina (A).
Come detto le proteine DELLA svolgono un ruolo cruciale nella regolazione della crescita delle piante e sono note per la loro interazione con il segnale delle gibberelline (GA). 
Queste proteine inibiscono la crescita in assenza di gibberelline e vengono degradate in presenza di esse, permettendo così l'attivazione dei geni che promuovono la crescita.

Meccanismi coinvolti nella resilienza allo stress idrico nei vegetali

In primis è noto che le proteine DELLA interagiscono direttamente con vari fattori di trascrizione, come i membri della famiglia dei Phytochrome Interacting Factors (PIFs). Queste interazioni avvengono nel nucleo delle cellule vegetali e sono cruciali per inibire l'attività trascrizionale dei PIFs, bloccando così l'espressione genica che promuove la crescita.
Le proteine DELLA possono sopprimere i fattori di trascrizione interrompendo il loro legame con il DNA o promuovendone il degrado e non solo bloccano il segnale delle GA, ma aiutano anche a mantenere l'equilibrio di queste ormoni. Quando le GA sono presenti in quantità sufficienti, le proteine DELLA vengono degradate, consentendo la trascrizione dei geni che favoriscono la crescita. In condizioni di stress o scarsità di GA, le proteine DELLA si accumulano e inibiscono la crescita per permettere alle piante di adattarsi.
Inoltre, oltre alle gibberelline, le proteine DELLA interagiscono con altri percorsi di segnalazione ormonale, come quelli dell'acido abscissico (ABA), dell'etilene e dei brassinosteroidi. Questo fa sì che le proteine DELLA agiscano come snodi centrali per integrare i diversi segnali ambientali nel modulare la crescita delle piante. Si è visto anche che i DELLA sopprimono un gran numero di altri fattori di trascrizione, tra cui i regolatori positivi delle auxine, del fotoperiodo con il brassinosteroidi e la segnalazione dell'etilene.
Infine è noto che,  le proteine DELLA permettono alle piante di rispondere a condizioni ambientali avverse, imponendo un freno alla loro crescita. Questo meccanismo di tipo inibitorio è essenziale per la sopravvivenza delle piante in ambienti variabili, poiché consente di adattare il ciclo di vita alle condizioni esterne.
Lo studio dei geni Rht permette di individuare nuove combinazioni funzionalmente utili per il coltivatore; infatti, la conoscenza detagliata e la caratterizzazione degli effetti fenotipici delle varianti fornisce una base solida per la selezione di nuove varietà con tratti agronomici desiderabili.

### Gibberelline
Gli spettacolari aumenti delle rese di grano e riso ottenute durante la "Rivoluzione verde" sono state rese possibili dall'introduzione del tratto nano nelle piante (dwarf). Il riconoscimento dei geni responsabili di questo tratto mostra che questi interferiscono con l'azione o la produzione di una famiglia di ormoni vegetali detti Gibberelline (GAs).
Le (GAs) sono un gruppo di acidi carbossilici diterpenoidi  che si comportano come ormoni vegetali che regolano vari processi di sviluppo, tra cui l'allungamento dello stelo, la germinazione, la dormienza, la fioritura, lo sviluppo dei fiori e la senescenza delle foglie e dei frutti. 
e (GAs) sono una delle classi di ormoni vegetali più conosciute. Si ritiene che l'allevamento selettivo (anche se inconsapevole) di ceppi di colture carenti di sintesi di GA sia stato uno dei fattori chiave della "rivoluzione verde" negli anni '60, una rivoluzione che si pensa abbia salvato dalla fame oltre un miliardo di persone in tutto il mondo.
L'effetto dei geni mutanti Rht-1 sull'altezza della pianta (lunghezza dello stelo) nel grano è mediato dalle proteine codificate DELLA, principali regolatori della via di segnalazione GA3 ed anche soppressori della crescita delle piante. Queste proteine appartengono alla famiglia della fattori di trascrizione GRAS e contengono due domini separati nella sua sequenza: dominio regolatore del frammento N-terminale, che riconosce e lega GA3 e il dominio GRAS funzionale che lega il frammento C-terminale.
I geni Rht sono suddivisi, rispetto la capacità di implementare l'attività dell'Acido gibberellico o (GA3), in due categorie di geni i sensibili e gli insensibili, più un limitato numero di cui geni di cui non si conosce ancora questa caratteristica.
- Geni insensibili al GA3:

Tutti gli alleli mutanti del gene Rht-1 sono insensibili alla gibberellina esogena.
Rht-1 (Rht-B1b, Rht-B1c, Rht-B1e, Rht-B1p, Rht-B1bE529K, Rht-D1b, Rht-D1c).
- Geni sensibili al GA3:

Tutti gli alleli mutanti di altri geni Rht descritti fino a questo momento sono sensibili a GA3.
Rht4, Rht5, Rht6, Rht7, Rht8, Rht9, Rht12, Rht13, Rht14, Rht15, Rht16, Rht18, Rht19, Rht20, Rht25.
- Geni non noti rispetto l'azione del GA3:

Rht22, Rht23, Rht24.

### Annotazioni
1. ↑  Il grano "green revolution" è legato alle ricerche di Borlaug in Messico e in precedenza di Strampelli in Italia.
 
Infatti, la Green Revolution è iniziata in Messico negli anni Quaranta, con l'obiettivo di aumentare la produzione di grano e di altri cereali per soddisfare la crescente domanda di cibo. Il principale promotore di questo movimento è stato Norman Borlaug, un agronomo statunitense che ha sviluppato varietà di grano ultra-resistenti e ad alta produttività. L'obiettivo era quello di ridurre la fame nel mondo, migliorando la disponibilità di cibo per le popolazioni in crescita.
 
I contributi di Nazareno Strampelli, agronomo italiano, degli anni 20 e successivi, sono legati significativamente alla Green Revolution per le sue vincenti ricerche sulla selezione di varietà di grano resistenti all'allettamento, alla stretta e ad alta produttività.

La Green reloution 2.0 va intesa come un'evoluzione di questo movimento, con l'obiettivo di affrontare le sfide ambientali attuali promuovendo pratiche agricole sempre più sostenibili. Questa nuova fase si concentra sulla ricerca di soluzioni innovative per migliorare la sostenibilità ambientale dell'agricoltura, nel ridurre l'impatto ambientale e nel garantire la sicurezza alimentare per le future generazion.
2. ↑  Il grano è mediato da codificato da proteine dette "DELLE", che sono i principali regolatori della via di segnalazione dell'GA3 ed anche soppressori della crescita delle piante. Queste proteine appartengono alla famiglia dei fattori di trascrizione GRAS.

### Fonti
1. 1 2 3 4 5 6 7 8 9 10   I. S. Sukhikh, V. J. Vavilova, A. G. Blinov e N. P. Goncharov, Diversity and Phenotypical Effect of Allelic Variants of Rht Dwarfing Genes in Wheat, in Russian Journal of Genetics, vol. 57, n. 2, 2021,  pp. 127–138, DOI:10.1134/S1022795421020101, ISSN 1022-7954 (WC · ACNP).
2. ↑   Wheat genetic resources: meeting diverse needs. p.260 - Internet Archive, su archive.org, 25 marzo 2023. URL consultato il 22 maggio 2024.
3. ↑   N. E. J. Appleford, M. D. Wilkinson, Q. Ma, D. J. Evans, M. C. Stone, S. P. Pearce, S. J. Powers, S. G. Thomas, H. D. Jones, A. L. Phillips, P. Hedden e J. R. Lenton, Decreased shoot stature and grain -amylase activity following ectopic expression of a gibberellin 2-oxidase gene in transgenic wheat, in Journal of Experimental Botany, vol. 58, n. 12, 13 luglio 2007,  pp. 3213–3226, DOI:10.1093/jxb/erm166, ISSN 0022-0957 (WC · ACNP).
4. ↑   L. Monna, Positional Cloning of Rice Semidwarfing Gene, sd-1: Rice "Green Revolution Gene" Encodes a Mutant Enzyme Involved in Gibberellin Synthesis, in DNA Research, vol. 9, n. 1, 1º gennaio 2002,  pp. 11–17, DOI:10.1093/dnares/9.1.11, ISSN 1340-2838 (WC · ACNP).
5. 1 2   Pasquale De Vita, Loredana Matteu, Anna Maria Mastrangelo, Natale Di Fonzo e Luigi Cattivelli, Effects of breeding activity on durum wheat traits breed in Italy during the 20th century, in Italian Journal of Agronomy, vol. 2, 4s, PAGEPress Publications, 21 dicembre 2007,  p. 451, DOI:10.4081/ija.2007.4s.451, ISSN 2039-6805 (WC · ACNP).
6. ↑   Lingling Chai, Mingming Xin, Chaoqun Dong, Zhaoyan Chen, Huijie Zhai, Junhong Zhuang, Xuejiao Cheng, Naijiao Wang, Jia Geng, Xiaobo Wang, Ruolin Bian, Yingyin Yao, Weilong Guo, Zhaorong Hu, Huiru Peng, Guihua Bai, Qixin Sun, Zhenqi Su, Jie Liu e Zhongfu Ni, A natural variation in Ribonuclease H-like gene underlies Rht8 to confer “Green Revolution” trait in wheat, in Molecular Plant, vol. 15, n. 3, 2022,  pp. 377–380, DOI:10.1016/j.molp.2022.01.013.
7. 1 2 3   Katarina Borojevic e Ksenija Borojevic, The Transfer and History of “Reduced Height Genes” (Rht) in Wheat from Japan to Europe, in Journal of Heredity, vol. 96, n. 4, 1º giugno 2005,  pp. 455–459, DOI:10.1093/jhered/esi060, ISSN 1465-7333 (WC · ACNP).
8. ↑   Agrarian Sciences, Clonato Rht8. Il gene di Nazareno Strampelli contro il cambiamento climatico, su Agricultura.it, 27 gennaio 2022. URL consultato il 25 maggio 2024.
9. ↑   Hongchun Xiong, Chunyun Zhou, Meiyu Fu, Huijun Guo, Yongdun Xie, Linshu Zhao, Jiayu Gu, Shirong Zhao, Yuping Ding, Yuting Li, Jiazi Zhang, Ke Wang, Xuejun Li e Luxiang Liu, Cloning and functional characterization of Rht8, a “Green Revolution” replacement gene in wheat, in Molecular Plant, vol. 15, n. 3, Elsevier BV, 2022,  pp. 373–376, DOI:10.1016/j.molp.2022.01.014, ISSN 1674-2052 (WC · ACNP).
10. 1 2 3   Seeds, sex and civilization: how the hidden life of plants has shaped our world: Thompson, Peter, 1931-2008 - Internet Archive, su archive.org, 25 marzo 2023. URL consultato l'11 maggio 2024.
11. 1 2 3   Stephen Pearce, Towards the replacement of wheat ‘Green Revolution’ genes, in Journal of Experimental Botany, vol. 72, n. 2, 2 febbraio 2021,  pp. 157–160, DOI:10.1093/jxb/eraa494, ISSN 0022-0957 (WC · ACNP), PMC 7853296, PMID 33529341.
12. ↑   Acquaah George, Principles of plant genetics and breeding. p. 391 - Internet Archive, su archive.org, 25 marzo 2023. URL consultato il 22 maggio 2024.
13. ↑   Satyvaldy Jatayev, Igor Sukhikh, Valeriya Vavilova, Svetlana E. Smolenskaya, Nikolay P. Goncharov, Akhylbek Kurishbayev, Lyudmila Zotova, Aiman Absattarova, Dauren Serikbay, Yin‐Gang Hu, Nikolai Borisjuk, Narendra K. Gupta, Bertus Jacobs, Stephan de Groot, Francois Koekemoer, Badr Alharthi, Katso Lethola, Dan T. Cu, Carly Schramm, Peter Anderson, Colin L. D. Jenkins, Kathleen L. Soole, Yuri Shavrukov e Peter Langridge, Green revolution ‘stumbles’ in a dry environment: Dwarf wheat with Rht genes fails to produce higher grain yield than taller plants under drought, in Plant, Cell & Environment, vol. 43, n. 10, 2020,  pp. 2355–2364, DOI:10.1111/pce.13819, ISSN 0140-7791 (WC · ACNP).
14. ↑   Dana G. Dalrymple, Development and Spread of High-Yielding Wheat Varieties in Developing Countries. Library of Congress Catalog Card Number: 86-71247 (PDF), su pdf.usaid.gov. URL consultato il 20 maggio 2024.
15. ↑  C.F. Konzak, Mutations and Mutation Breeding, Wheat Monograph (Madison, Wise.: American Society of Agronomy, in press), table 3; !etters from c.P. Konzak, May and June 1984;
16. ↑  M.D. Gale and S. Youssefian, "Dwarfing Genes in Wheat" in Progress in Plant Breeding, ed. a.E. Fussell. vol. 1 (London: Butterworths, 1985), pp. 1-35, especially pr. 7-17; and letters flam M.D. Gale, March and November 1984.
17. 1 2   Liang Chen, Yingying Du, Qiumei Lu, Hua Chen, Ruishuang Meng, Chunge Cui, Shan Lu, Yang Yang, Yongmao Chai, Juan Li, Lulu Liu, Xiangning Qi, Hang Li, Kohei Mishina, Fei Yu e Yin-Gang Hu, The Photoperiod-Insensitive Allele Ppd-D1a Promotes Earlier Flowering in Rht12 Dwarf Plants of Bread Wheat, in Frontiers in Plant Science, vol. 9, 22 ottobre 2018, DOI:10.3389/fpls.2018.01312, ISSN 1664-462X (WC · ACNP), PMC 6204387, PMID 30405643.
18. ↑   M. S. Bazhenov, M. G. Divashuk, Y. Amagai, N. Watanabe e G. I. Karlov, Isolation of the dwarfing Rht-B1p (Rht17) gene from wheat and the development of an allele-specific PCR marker, in Molecular Breeding, vol. 35, n. 11, 2015, DOI:10.1007/s11032-015-0407-1, ISSN 1380-3743 (WC · ACNP).
19. ↑   Nathan Grant, Amita Mohan, Devinder Sandhu e Kulvinder Gill, Inheritance and Genetic Mapping of the Reduced Height (Rht18) Gene in Wheat, in Plants, vol. 7, n. 3, 15 luglio 2018,  p. 58, DOI:10.3390/plants7030058, ISSN 2223-7747 (WC · ACNP), PMC 6161307, PMID 30011961.
20. ↑   Super User, Home, su Home, 26 ottobre 2021. URL consultato il 25 maggio 2024.
21. ↑   Bachir Goudia Daoura, Liang Chen, Yingying Du e Yin-Gang Hu, Genetic effects of dwarfing gene Rht-5 on agronomic traits in common wheat (Triticum aestivum L.) and QTL analysis on its linked traits, in Field Crops Research, vol. 156, 2014,  pp. 22–29, DOI:10.1016/j.fcr.2013.10.007.
22. ↑   Nathan Grant, Amita Mohan, Devinder Sandhu e Kulvinder Gill, Inheritance and Genetic Mapping of the Reduced Height (Rht18) Gene in Wheat, in Plants, vol. 7, n. 3, 15 luglio 2018,  p. 58, DOI:10.3390/plants7030058, ISSN 2223-7747 (WC · ACNP).
23. ↑   Youngjun Mo, Leonardo S. Vanzetti, Iago Hale, Emiliano J. Spagnolo, Fabio Guidobaldi, Jassim Al-Oboudi, Natalie Odle, Stephen Pearce, Marcelo Helguera e Jorge Dubcovsky, Identification and characterization of Rht25, a locus on chromosome arm 6AS affecting wheat plant height, heading time, and spike development, in Theoretical and Applied Genetics, vol. 131, n. 10, 2018,  pp. 2021–2035, DOI:10.1007/s00122-018-3130-6, ISSN 0040-5752 (WC · ACNP).
24. ↑   Pavel Yu. Kroupin, Anastasiya G. Chernook, Mikhail S. Bazhenov, Gennady I. Karlov, Nikolay P. Goncharov, Nadezhda N. Chikida e Mikhail G. Divashuk, Allele mining of TaGRF-2D gene 5’-UTR in Triticum aestivum and Aegilops tauschii genotypes, in PLOS ONE, vol. 15, n. 4, 16 aprile 2020,  p. e0231704, DOI:10.1371/journal.pone.0231704, ISSN 1932-6203 (WC · ACNP), PMC 7162470, PMID 32298343.
25. ↑   Songyue Chai, Qin Yao, Xu Zhang, Xue Xiao, Xing Fan, Jian Zeng, Lina Sha, Houyang Kang, Haiqin Zhang, Jun Li, Yonghong Zhou e Yi Wang, The semi-dwarfing gene Rht-dp from dwarf polish wheat (Triticum polonicum L.) is the "Green Revolution" gene Rht-B1b, in BMC genomics, vol. 22, n. 1, 19 gennaio 2021,  p. 63, DOI:10.1186/s12864-021-07367-x, ISSN 1471-2164 (WC · ACNP), PMC 7814455, PMID 33468043.
26. 1 2 3 4   Jean-Michel Davière, Miguel de Lucas e Salomé Prat, Transcriptional factor interaction: a central step in DELLA function, in Current Opinion in Genetics & Development, vol. 18, n. 4, 2008,  pp. 295–303, DOI:10.1016/j.gde.2008.05.004.
27. ↑   Correction Notice, in Journal of Experimental Botany, vol. 65, n. 22, 2014,  pp. 6760–6760, DOI:10.1093/jxb/ers138, ISSN 1460-2431 (WC · ACNP).
28. ↑   P. Achard e P. Genschik, Releasing the brakes of plant growth: how GAs shutdown DELLA proteins, in Journal of Experimental Botany, vol. 60, n. 4, 1º marzo 2009,  pp. 1085–1092, DOI:10.1093/jxb/ern301, ISSN 0022-0957 (WC · ACNP).
29. ↑   Lucie Camut, Jean-Michel Davière e Patrick Achard, Dynamic Regulation of DELLA Protein Activity: SPINDLY and SECRET AGENT Unmasked!, in Molecular Plant, vol. 10, n. 6, 2017,  pp. 785–787, DOI:10.1016/j.molp.2017.05.003.
30. ↑   Patrick Achard, Jean-Pierre Renou, Richard Berthomé, Nicholas P. Harberd e Pascal Genschik, Plant DELLAs Restrain Growth and Promote Survival of Adversity by Reducing the Levels of Reactive Oxygen Species, in Current Biology, vol. 18, n. 9, 2008,  pp. 656–660, DOI:10.1016/j.cub.2008.04.034.
31. ↑   Jean-Michel Davière, Michael Wild, Thomas Regnault, Nicolas Baumberger, Herfried Eisler, Pascal Genschik e Patrick Achard, Class I TCP-DELLA Interactions in Inflorescence Shoot Apex Determine Plant Height, in Current Biology, vol. 24, n. 16, 2014,  pp. 1923–1928, DOI:10.1016/j.cub.2014.07.012.
32. ↑   Jean-Michel Davière e Patrick Achard, A Pivotal Role of DELLAs in Regulating Multiple Hormone Signals, in Molecular Plant, vol. 9, n. 1, 2016,  pp. 10–20, DOI:10.1016/j.molp.2015.09.011.
33. ↑   Eunkyoo Oh, Jia-Ying Zhu, Ming-Yi Bai, Rafael Augusto Arenhart, Yu Sun e Zhi-Yong Wang, Cell elongation is regulated through a central circuit of interacting transcription factors in the Arabidopsis hypocotyl, in eLife, vol. 3, 27 maggio 2014, DOI:10.7554/eLife.03031, ISSN 2050-084X (WC · ACNP), PMC 4075450, PMID 24867218.
34. ↑   N. M.-d. la Rosa, B. Sotillo, P. Miskolczi, D. J. Gibbs, J. Vicente, P. Carbonero, L. Onate-Sanchez, M. J. Holdsworth, R. Bhalerao, D. Alabadi e M. A. Blazquez, Large-Scale Identification of Gibberellin-Related Transcription Factors Defines Group VII ETHYLENE RESPONSE FACTORS as Functional DELLA Partners, in Plant Physiology, vol. 166, n. 2, 1º ottobre 2014,  pp. 1022–1032, DOI:10.1104/pp.114.244723, ISSN 0032-0889 (WC · ACNP), PMC 4213073, PMID 25118255.
35. ↑   Peter Hedden, The genes of the Green Revolution, in Trends in genetics: TIG, vol. 19, n. 1, 2003,  pp. 5–9, DOI:10.1016/s0168-9525(02)00009-4, ISSN 0168-9525 (WC · ACNP), PMID 12493241.
36. ↑   Peter Hedden e Valerie Sponsel, A Century of Gibberellin Research, in Journal of Plant Growth Regulation, vol. 34, n. 4, 2015,  pp. 740–760, DOI:10.1007/s00344-015-9546-1, ISSN 0721-7595 (WC · ACNP).
37. ↑   Wolfgang Spielmeyer, Marc H. Ellis e Peter M. Chandler, Semidwarf ( sd-1 ), “green revolution” rice, contains a defective gibberellin 20-oxidase gene, in Proceedings of the National Academy of Sciences, vol. 99, n. 13, 25 giugno 2002,  pp. 9043–9048, DOI:10.1073/pnas.132266399, ISSN 0027-8424 (WC · ACNP). URL consultato il 21 maggio 2024.
38. ↑   Salil Singh, Norman Borlaug: A Billion Lives Saved, su AgBioWorld. URL consultato il 21 maggio 2024.
39. ↑   Wen Wen, Qingyan Deng, Haiyan Jia, Lingzhu Wei, Jingbo Wei, Hongshen Wan, Liming Yang, Wenjin Cao e Zhengqiang Ma, Sequence variations of the partially dominant DELLA gene Rht-B1c in wheat and their functional impacts, in Journal of Experimental Botany, vol. 64, n. 11, 2013,  pp. 3299–3312, DOI:10.1093/jxb/ert183, ISSN 1460-2431 (WC · ACNP), PMC 3733159, PMID 23918966.
40. ↑   Stephen G. Thomas, Miguel A. Blázquez e David Alabadí, Della Proteins: Master Regulators of Gibberellin‐Responsive Growth and Development, in Annual Plant Reviews, Volume 49, Wiley, 15 aprile 2016,  pp. 189–228, DOI:10.1002/9781119210436.ch7, ISBN 978-1-119-21042-9.